# Фелдіоара (комуна)
Фелдіоара (рум. Feldioara) — комуна у повіті Брашов в Румунії. До складу комуни входять такі села (дані про населення за 2002 рік):
- Колонія-Реконструкція (658 осіб)
- Ротбав (979 осіб)
- Фелдіоара (4798 осіб) — адміністративний центр комуни

Комуна розташована на відстані 158 км на північ від Бухареста, 18 км на північ від Брашова.

## Населення
За даними перепису населення 2002 року у комуні проживали 6435 осіб.
Національний склад населення комуни:
| Національність   | Кількість осіб | Відсоток |
| ---------------- | -------------- | -------- |
| румуни           | 5492           | 85,3%    |
| угорці           | 701            | 10,9%    |
| цигани           | 168            | 2,6%     |
| німці            | 67             | 1,0%     |
| чанго            | 3              | < 0,1%   |
| росіяни-липовани | 2              | < 0,1%   |
| греки            | 1              | < 0,1%   |
| євреї            | 1              | < 0,1%   |

Рідною мовою назвали:
| Мова      | Кількість осіб | Відсоток |
| --------- | -------------- | -------- |
| румунська | 5649           | 87,8%    |
| угорська  | 694            | 10,8%    |
| німецька  | 65             | 1,0%     |
| циганська | 25             | 0,4%     |
| російська | 1              | < 0,1%   |

Склад населення комуни за віросповіданням:
| Релігія                                       | Кількість осіб | Відсоток |
| --------------------------------------------- | -------------- | -------- |
| православні                                   | 5495           | 85,4%    |
| римо-католики                                 | 315            | 4,9%     |
| реформати                                     | 259            | 4,0%     |
| унітарії                                      | 76             | 1,2%     |
| лютерани (Синодально-пресвітеріанська церква) | 61             | 0,9%     |
| греко-католики                                | 60             | 0,9%     |
| п'ятдесятники                                 | 34             | 0,5%     |
| баптисти                                      | 34             | 0,5%     |
| лютерани (Аугсбурзького сповідання)           | 30             | 0,5%     |
| лютерани                                      | 14             | 0,2%     |
| бретрени                                      | 11             | 0,2%     |
| адвентисти                                    | 10             | 0,2%     |
| юдеї                                          | 1              | < 0,1%   |
| не релігійні                                  | 1              | < 0,1%   |
| атеїсти                                       | 1              | < 0,1%   |